# النموذج المغناطيسي العالمي

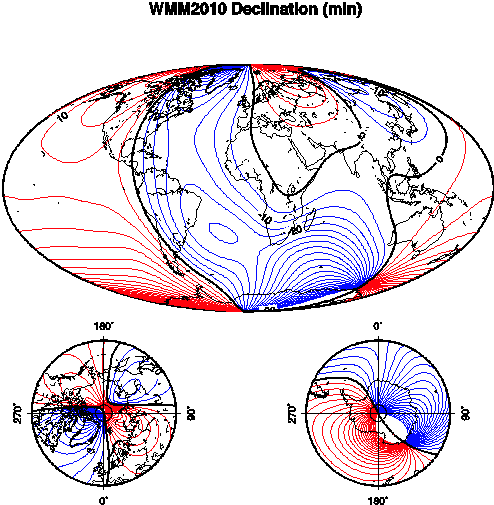
خريطة الانحراف المغناطيسي عند مستوى سطح البحر لعام 2010 مستمدة من WMM2010.

النموذج المغناطيسي العالمي ( WMM ) هو تمثيل واسع النطاق للمجال المغناطيسي للأرض. وقد تم تطويره بشكل مشترك من قبل المركز الوطني الأمريكي للبيانات الجيوفيزيائية وهيئة المسح الجيولوجي البريطانية . يتم إصدار البيانات والتحديثات من قبل وكالة الاستخبارات الجغرافية الوطنية الأمريكية والمركز الجغرافي للدفاع في المملكة المتحدة. 
يتكون النموذج من توسع كروي هارموني من الدرجة والترتيب 12 للإمكانية العلمية المغناطيسية للحقل الرئيسي الجيومغناطيسي الذي يتم توليده في نواة الأرض. بالإضافة إلى معاملات “غاوس” الهارمونية الكروية 168، يحتوي النموذج أيضًا على عدد متساوٍ من معاملات التغير العلمي الكروي التي تتنبأ بالتطور الزمني للحقل على مدى الخمس سنوات القادمة
WMM هو النموذج المغنطيسي الأرضي القياسي لوزارة الدفاع الأمريكية (DoD)، ووزارة الدفاع (المملكة المتحدة) ، ومنظمة حلف شمال الأطلسي (NATO)، [[{{{1}}}|والمكتب الهيدروغرافي العالمي]] [[:en:{{{1}}}|[الإنجليزية]]] (WHO) للملاحة والتوجه/مرجع العنوان، و إدارة الطيران الفيدرالية (FAA). كما أنه يستخدم على نطاق واسع في أنظمة الملاحة المدنية كنموذج مغناطيسي للنظام الجيوديسي العالمي . على سبيل المثال، يتم تثبيت WMM مسبقًا في أجهزة Android وiOS لتصحيح الانحراف المغناطيسي . يتم إنتاج WMM بواسطة المركز الوطني الأمريكي للبيانات الجيوفيزيائية (NGDC) بالتعاون مع هيئة المسح الجيولوجي البريطانية (BGS). يتم توزيع النموذج والبرامج المرتبطة به والوثائق بواسطة NGDC نيابة عن الوكالة الوطنية للاستخبارات الجغرافية المكانية (NGA). 
يتم إصدار معاملات النموذج المحدثة على فترات كل 5 سنوات، ومن المفترض أن يستمر WMM2015 (تم إصداره في 15 ديسمبر 2014) حتى 31 ديسمبر 2019. ومع ذلك، نظرًا للحركات الكبيرة وغير المنتظمة للقطب المغناطيسي الشمالي ، تم إصدار تحديث خارج الدورة (WMM2015v2) في فبراير 2019  (تأخر بضعة أسابيع بسبب إغلاق الحكومة الفيدرالية الأمريكية )  لنمذجة المجال المغناطيسي بدقة فوق خط عرض 55 درجة شمالًا حتى نهاية عام 2019. التحديث المنتظم التالي (WMM2020) حدث في ديسمبر 2019. 
النموذج المغناطيسي المحسن (EMM) هو منتج شقيق لـ NGDC يتميز بكمية أكبر بكثير من البيانات لدرجة وترتيب 790، مما يعطي طولًا موجيًا قدره 51 كم مقابل 3000 كم من WMM. في هذا القرار، ليس فقط قادرًا على نمذجة المجال المغناطيسي للأرض عند حدود الوشاح الأساسي ("المجال الرئيسي")، ولكن أيضًا يأخذ في الاعتبار الشذوذات المغناطيسية التي تسببها المعادن الموجودة في قشرة الأرض. 
- المجال المرجعي الجيومغناطيسي الدولي : نموذج آخر، بنفس الجودة، وهو نموذج السنوات الماضية أيضًا
- ترقيم المدرج

## روابط خارجية
- يمكن تنزيل نموذج وبرنامج WMM من صفحة WMM الخاصة بالمركز الوطني للبيانات الجيوفيزيائية
- طريقة النموذج المغناطيسي العالمي في نظام التشغيل أندرويد
- النموذج المغناطيسي العالمي 2015 بيان صحفي لـ NOAA